# Chowanoke

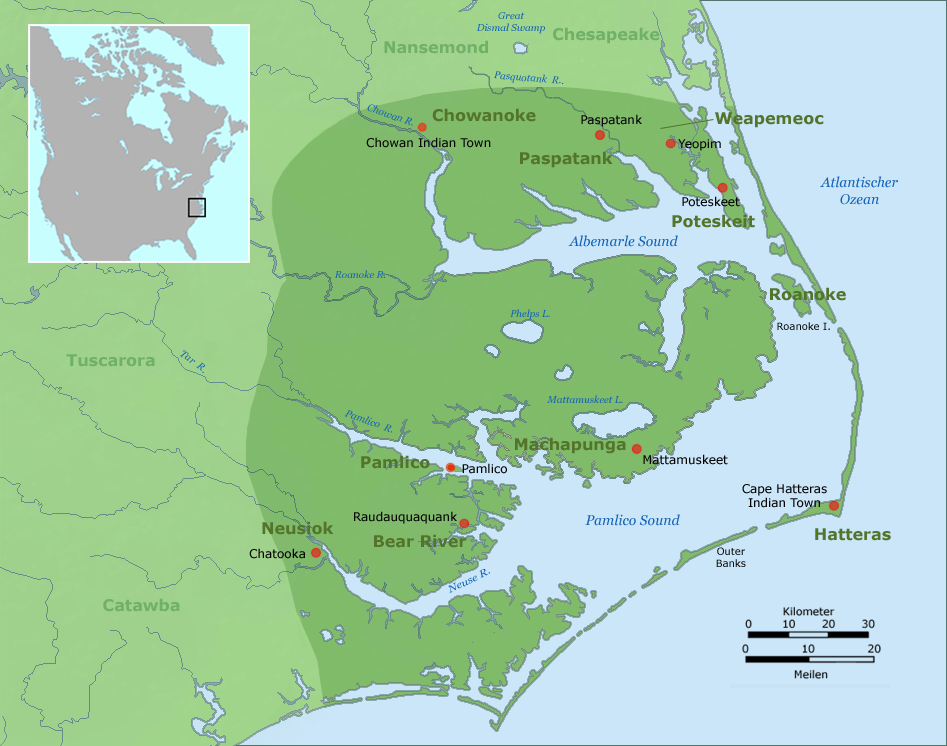
Répartition des peuples algonquiens du nord-est de la Caroline du Nord aux.

Les Chowanoke ou Chowanoc sont une tribu algonquienne du nord-est de l'atuelle Caroline du Nord. Lors des premiers contacts avec les Européens, vers 1584, les Chowanoke occupaient les rives du fleuve Chowan et étaient la tribu la plus puissante de la région.